# Улрих фон Хутен
Улрих фон Хутен (Бург Штекелберг код Шлихтерна, 21. април 1488 — Уфенау код Циришког језера, 29. август 1523) је немачки хуманиста и песник.
Био је сарадник на делу „Писма мрачњака“ (Epistolae obscurorum virorum). Године 1517. цар Максимилијан I га је крунисао песничким ловор-венцем. Његова политичка концепција је била: уклонити сепаратистичке тенденције кнезова и створити јако, од папе независно немачко царство, које своју моћ базира на витешком сталежу. Како би остварио те пројекте, повезује се с Лутером и Ф. фон Шикингеном. Кад је Шикинген 1523. године у току неуспелог ратовања против трирског надбискупа погинуо, Хутен бежи Цвинглију у Швајцарску, где је и умро.